# Sant Ferriòu (Droma)
Saint-Ferréol-Trente-Pas és un municipi francès situat al departament de la Droma i a la regió d'Alvèrnia-Roine-Alps. L'any 2007 tenia 235 habitants.

## Demografia

### Població
El 2007 la població de fet de Saint-Ferréol-Trente-Pas era de 235 persones. Hi havia 105 famílies de les quals 38 eren unipersonals (21 homes vivint sols i 17 dones vivint soles), 25 parelles sense fills, 29 parelles amb fills i 13 famílies monoparentals amb fills.
La població ha evolucionat segons el següent gràfic:
Habitants censats

### Habitatges
El 2007 hi havia 156 habitatges, 108 eren l'habitatge principal de la família, 39 eren segones residències i 8 estaven desocupats. 123 eren cases i 25 eren apartaments. Dels 108 habitatges principals, 72 estaven ocupats pels seus propietaris, 31 estaven llogats i ocupats pels llogaters i 4 estaven cedits a títol gratuït; 1 tenia una cambra, 12 en tenien dues, 23 en tenien tres, 35 en tenien quatre i 38 en tenien cinc o més. 81 habitatges disposaven pel capbaix d'una plaça de pàrquing. A 49 habitatges hi havia un automòbil i a 52 n'hi havia dos o més.

### Piràmide de població
La piràmide de població per edats i sexe el 2009 era:
| Homes | Edats   | Dones |
| ----- | ------- | ----- |
| 0     | 95 o +  | 0     |
| 0     | 90 a 94 | 0     |
| 4     | 85 a 89 | 0     |
| 0     | 80 a 84 | 4     |
| 4     | 75 a 79 | 4     |
| 4     | 70 a 74 | 8     |
| 4     | 65 a 69 | 4     |
| 4     | 60 a 64 | 0     |
| 12    | 55 a 59 | 8     |
| 8     | 50 a 54 | 16    |
| 4     | 45 a 49 | 8     |
| 12    | 40 a 44 | 12    |
| 4     | 35 a 39 | 4     |
| 4     | 30 a 34 | 4     |
| 4     | 25 a 29 | 0     |
| 12    | 20 a 24 | 8     |
| 8     | 15 a 19 | 8     |
| 4     | 10 a 14 | 8     |
| 4     | 5 a 9   | 8     |
| 4     | 0 a 4   | 0     |

## Economia
El 2007 la població en edat de treballar era de 150 persones, 96 eren actives i 54 eren inactives. De les 96 persones actives 83 estaven ocupades (46 homes i 37 dones) i 13 estaven aturades (6 homes i 7 dones). De les 54 persones inactives 17 estaven jubilades, 12 estaven estudiant i 25 estaven classificades com a «altres inactius».

### Ingressos
El 2009 a Saint-Ferréol-Trente-Pas hi havia 99 unitats fiscals que integraven 210 persones, la mediana anual d'ingressos fiscals per persona era de 12.684,5 €.

### Activitats econòmiques
Dels 8 establiments que hi havia el 2007, 1 era d'una empresa extractiva, 1 d'una empresa de fabricació d'altres productes industrials, 1 d'una empresa de construcció, 1 d'una empresa de comerç i reparació d'automòbils, 3 d'empreses d'hostatgeria i restauració i 1 d'una empresa de serveis.
L'any 2000 a Saint-Ferréol-Trente-Pas hi havia 18 explotacions agrícoles que ocupaven un total de 270 hectàrees.

## Equipaments sanitaris i escolars
El 2009 hi havia una escola elemental integrada dins d'un grup escolar amb les comunes properes formant una escola dispersa.

## Poblacions més properes
El següent diagrama mostra les poblacions més properes.